# Georges Andrique
Georges Andrique (né Georges Jules Andricq à Calais le 2 novembre 1874, où il est mort le 30 juin 1964) est un peintre français.

## Biographie
Fils d'un boulanger, il devient conservateur des décors du Théâtre municipal.

## Œuvres

### Littérature
- Le livret de Lisette opérette
- Fleurs jalouses
- Calais en l'Air (revue locale 1910) avec Camille Camys
- Le Tour de Calais en 80 minutes
- Tout Calais y passera
- L'Armonteur

### Peinture
- Nombreuses affiches peintes sur Calais et pour les Chemins de fer du Nord
- Une grande partie de son œuvre fut détruite en 1940 fuyant sa maison en feu de l'avenue Wilson ; il fut également blessé par une balle allemande
- Son héritage est revendiqué par certains peintres contemporains, comme Alain Dimpre ou Gérard Hugue.

### Récompenses
- 1960 Prix Thérèse Aubin-Mounier décerné par le jury du Salon de la Société des artistes français (Paris)[2]

### Décorations
- Chevalier de la Légion d'honneur en 1962, remise par Jacques Vendroux.

## Sources
- Article de Magali Domain dans Calais réalités[réf. incomplète]